# Enterprise (Mississipi)
Enterprise és una població dels Estats Units a l'estat de Mississipi. Segons el cens del 2000 tenia 474 habitants.

## Demografia
Segons el cens del 2000, Enterprise tenia 474 habitants, 202 habitatges, i 138 famílies. La densitat de població era de 80,6 habitants per km².
Dels 202 habitatges en un 29,7% hi vivien nens de menys de 18 anys, en un 53% hi vivien parelles casades, en un 12,9% dones solteres, i en un 31,2% no eren unitats familiars. En el 28,2% dels habitatges hi vivien persones soles el 13,9% de les quals corresponia a persones de 65 anys o més que vivien soles. El nombre mitjà de persones vivint en cada habitatge era de 2,35 i el nombre mitjà de persones que vivien en cada família era de 2,83.
Per edats la població es repartia de la següent manera: un 23,6% tenia menys de 18 anys, un 7,4% entre 18 i 24, un 26,8% entre 25 i 44, un 24,7% de 45 a 60 i un 17,5% 65 anys o més.
L'edat mediana era de 39 anys. Per cada 100 dones de 18 o més anys hi havia 92,6 homes.
La renda mediana per habitatge era de 33.125 $ i la renda mediana per família de 37.375 $. Els homes tenien una renda mediana de 29.583 $ mentre que les dones 21.719 $. La renda per capita de la població era de 16.995 $. Entorn del 9,2% de les famílies i el 13,5% de la població estaven per davall del llindar de pobresa.

## Poblacions més properes
El següent diagrama mostra les poblacions més properes.